# La Plagne-Tarentaise
La Plagne-Tarentaise è un comune francese del dipartimento della Savoia della regione dell'Alvernia-Rodano-Alpi.
È stato creato il 1º gennaio 2016 dalla fusione dei preesistenti comuni di Bellentre, La Côte-d'Aime, Mâcot-la-Plagne e Valezan.
Il capoluogo è la località di Mâcot-la-Plagne.